# Distintivo ambiental DGT
El distintivo ambiental DGT es una clasificación de automóviles que la Dirección General de Tráfico (DGT) de España incorporó al Registro de Vehículos en el año 2016, en función de sus emisiones contaminantes.
Esto permite establecer medidas especiales de regulación del tráfico, por lo que la DGT ha incorporado los correspondientes distintivos identificadores y facilita el control y aplicabilidad de las distintas medidas que en materia de calidad del aire se vienen acordando por las Administraciones locales. Estas nuevas categorías tienen su origen en el Plan Nacional de Calidad del Aire y Protección de la Atmósfera 2013-2016 (Plan Aire). Su objetivo es discriminar positivamente a los vehículos menos contaminantes y servir como instrumento para implementar políticas municipales que sea útil en episodios de alta contaminación.
La colocación del distintivo adhesivo es opcional, salvo para aquellos vehículos afectados por alguna medida relacionada con los mismos. A los vehículos más contaminantes no les corresponde ningún distintivo ambiental.

## Distintivos Ambientales DGT
Se trata de una pegatina con forma circular que permite identificar rápidamente el potencial contaminante de un vehículo. Consta de varias partes:

Esquema de un distintivo ambiental.

- 1. Número de etiqueta y código de barras.
- 2. Número de Normativa europea sobre emisiones. Va desde EURO 1 hasta EURO 6, aunque la mínima permitida por estos distintivos es EURO 3 para vehículos de gasolina y EURO 4 para vehículos diésel.
- 3. Código QR con la siguiente información:
  - Año de matriculación.
  - Marca y modelo.
  - Combustible utilizado.
  - Categoría y autonomía eléctrica.
  - Nivel de emisiones EURO.
  - Potencia fiscal.
- 4. Número de matrícula.
- 5. Combustible utilizado por el vehículo.
  - BEV
  - REEV
  - PHEV
  - HEV
  - GNC
  - GNL
  - GLP
  - DIÉSEL
  - GASOLINA
- 6. Logotipo de la DGT.

## Clasificación de los distintivos
Actualmente existen 4 tipos de distintivos para diferenciar a cuál de las 5 categorías pertenece cada vehículo, teniendo en cuenta que a los vehículos más contaminantes no les corresponde ningún distintivo.
Ordenados de más a menos respetuosos con el medio ambiente, los distintivos son los siguientes:

### Cero Emisiones[3]
Es de color azul. Engloba:
- Vehículos eléctricos de batería (BEV).
- Vehículos eléctricos de autonomía extendida (REEV).
- Vehículos híbridos enchufables (PHEV), con una autonomía mínima de 40 kilómetros con motor eléctrico.

Cero Emisiones

- Vehículos de pila de combustible.

### ECO[4]
Es de color verde y azul. En todo caso, deberán cumplir los criterios del distintivo C:
- Vehículos híbridos enchufables (PHEV), con una autonomía inferior a 40 kilómetros con motor eléctrico.
- Vehículos híbridos no enchufables (HEV).
- Vehículos propulsados por gas natural (GNC y GNL).

ECO

- Vehículos propulsados por gas licuado de petróleo (GLP).

### C[5]
Es de color verde. Engloba:
- Turismos y furgonetas ligeras de gasolina matriculadas a partir de enero de 2006 y diésel a partir de junio de 2015
- Vehículos de más de 8 plazas y pesados, tanto de gasolina como de diésel, matriculados a partir de 2014.

Los vehículos de gasolina deben cumplir con la norma EURO 4, 5 y 6, y los diésel con la norma EURO 6.

C

B

### B[6]
Es de color amarillo. Engloba:
- Turismos y furgonetas ligeras de gasolina matriculadas a partir de enero del año 2000 y de diésel a partir de enero de 2006.
- Vehículos de más de 8 plazas y pesados tanto de gasolina como de diésel matriculados a partir de 2005.

Los vehículos de gasolina deben cumplir con la norma EURO 3 y los diésel con la norma EURO 4 y 5.